# Kullamaa
Kullamaa (em estoniano:  Kullamaa vald) é um município rural estoniano localizado na região de Läänemaa.